# Chiesa di San Domenico (Guarda Veneta)
La Chiesa di San Domenico è la parrocchiale di Guarda Veneta, in provincia di Rovigo e diocesi di Adria-Rovigo; fa parte del vicariato di Crespino-Polesella. 

## Storia
L'abitato di "Guardazzola" o "Guarda minore", già parte della villa "Gardilliana" (o anche Guardiana) sorta sulle sponde del canal Boi (o Toi) e che originariamente lo divideva da quello sulla sponda destra, citato in seguito come Guarda e Guarda Ferrarese, recentemente diventata frazione del comune sparso di Riva del Po (in precedenza di quello di Ro), subì uno sconvolgimento del territorio in seguito alla rotta di Ficarolo del 1152, venendo ulteriormente separato dalla violenza delle acque del Po che si insinuò nel territorio, rendendo pericoloso per la popolazione riunirsi con gli abitanti dell'altra sponda e ai fedeli di recarsi alla chiesetta di Santa Maria in Valle Vitilla per assistere alle funzioni religiose. Questo esortò la popolazione che abitava la sponda sinistra alla costruzione di un oratorio dedicato a Santa Felizeta, sorto nel corso del XIII secolo.
La prima chiesa di Guarda fu costruita intorno al 1500. Questo edificio fu sostituito da un altro nel 1580, consacrato dal vescovo di Chioggia Massimiliano Beniamino nel 1589. Il giuspatronato apparteneva ai procuratori di San Marco di Venezia. Nel XVII secolo il campanile venne riedificato. Dalla relazione della visita pastorale del 1712 s'apprende che la chiesa versava in pessime condizioni. Nel XVIII secolo fu costruita l'attuale parrocchiale, consacrata nel 1769. Alla fine di quel secolo venne realizzata la facciata. L'edificio fu poi ristrutturato nel 1925 e nel 1954. Il campanile ospita 5 campane, restituite nel 1948 dalla fonderia Colbachini di Padova.

## Galleria d'immagini

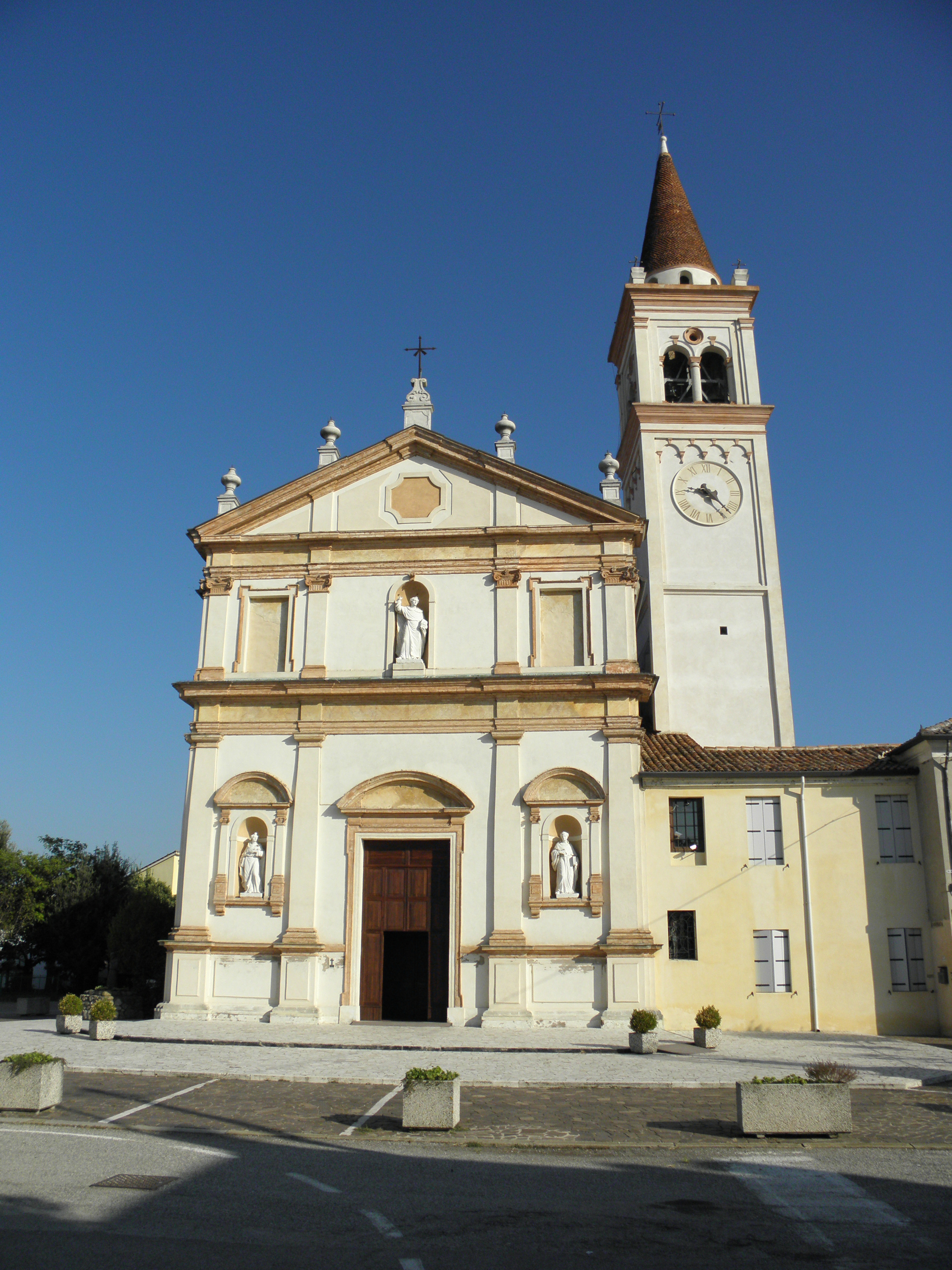
La facciata
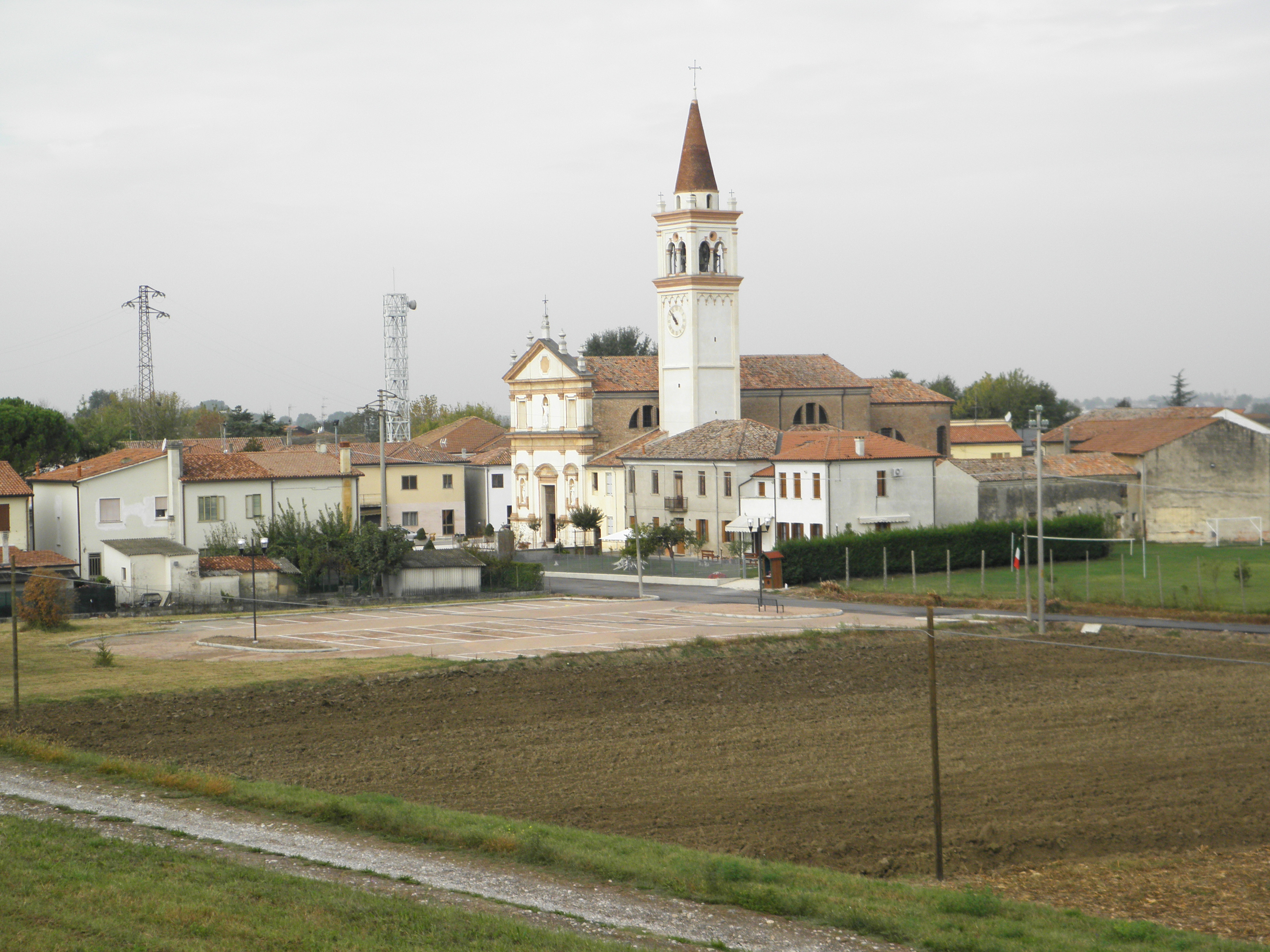
La chiesa vista dall'argine del Po
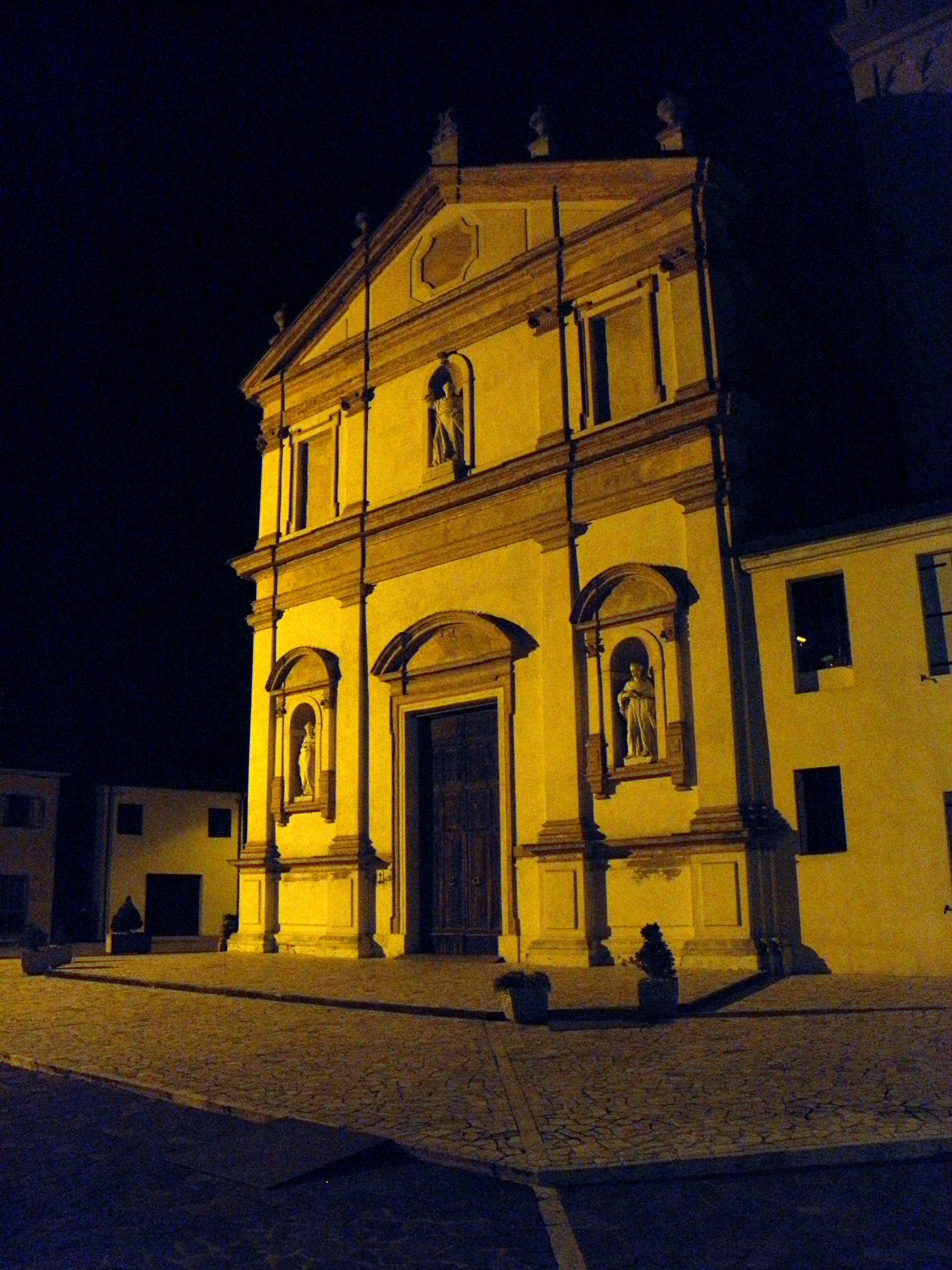
La chiesa vista di notte
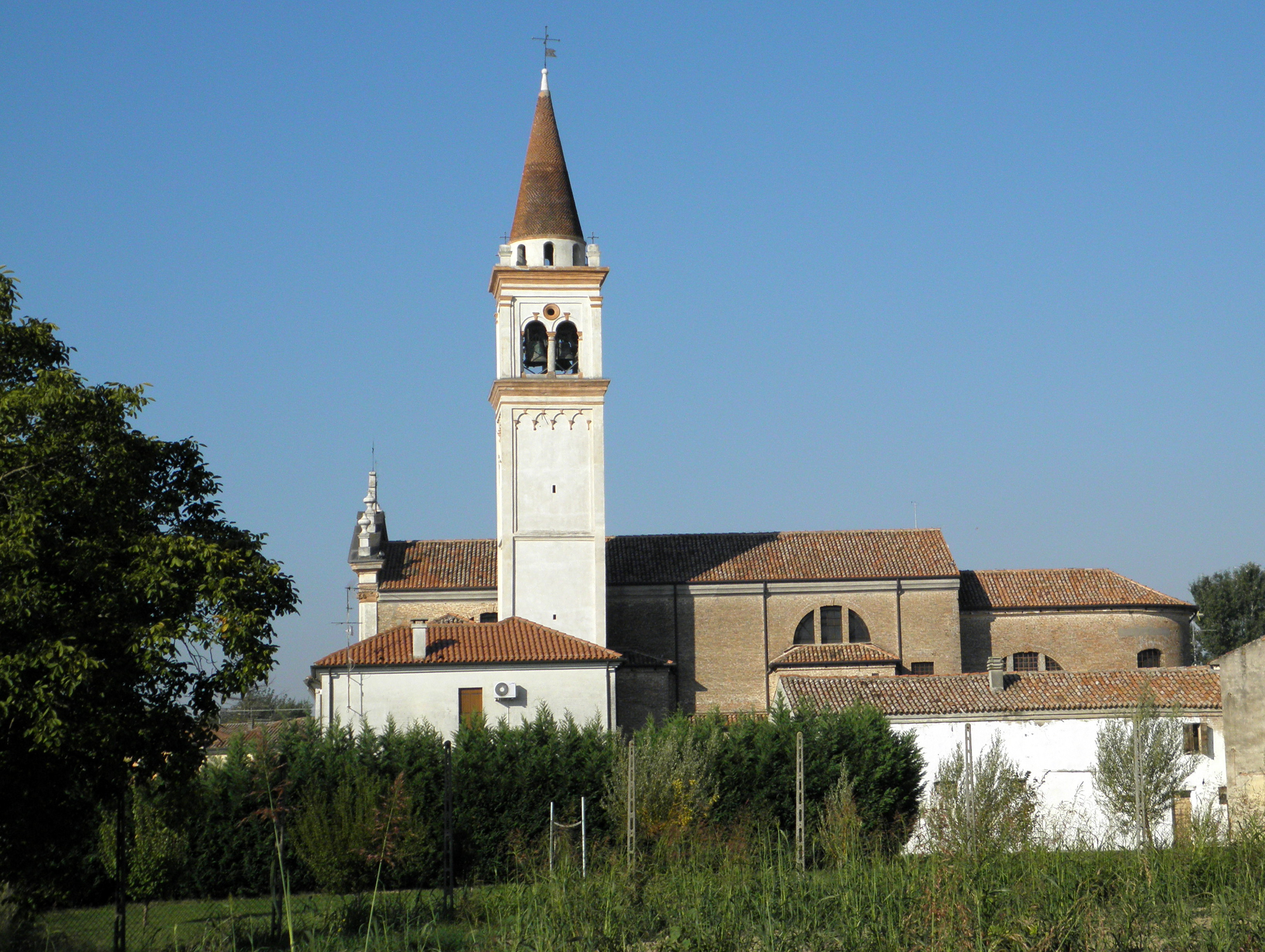
La fiancata destra della chiesa con il campanile
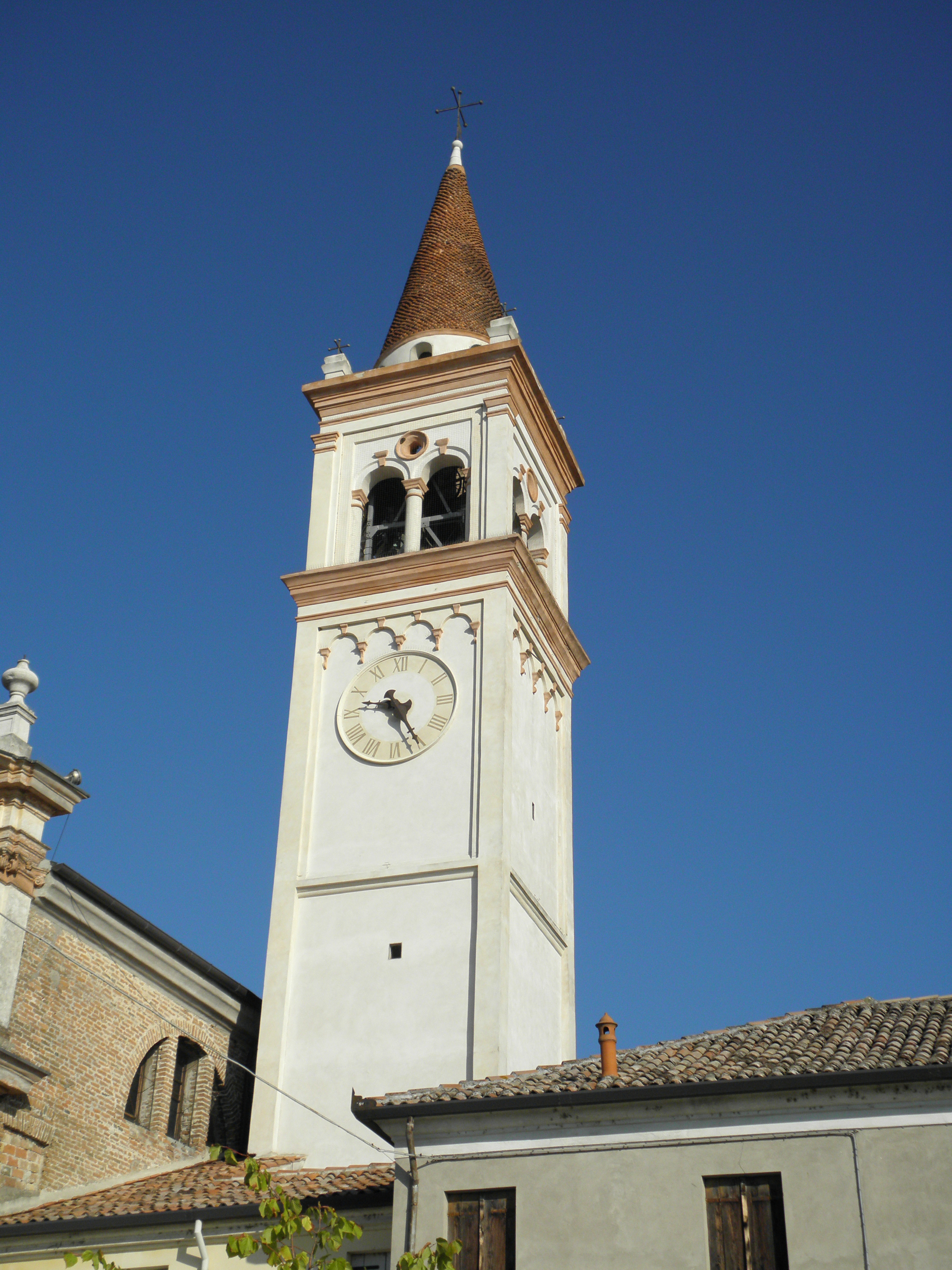
Il campanile
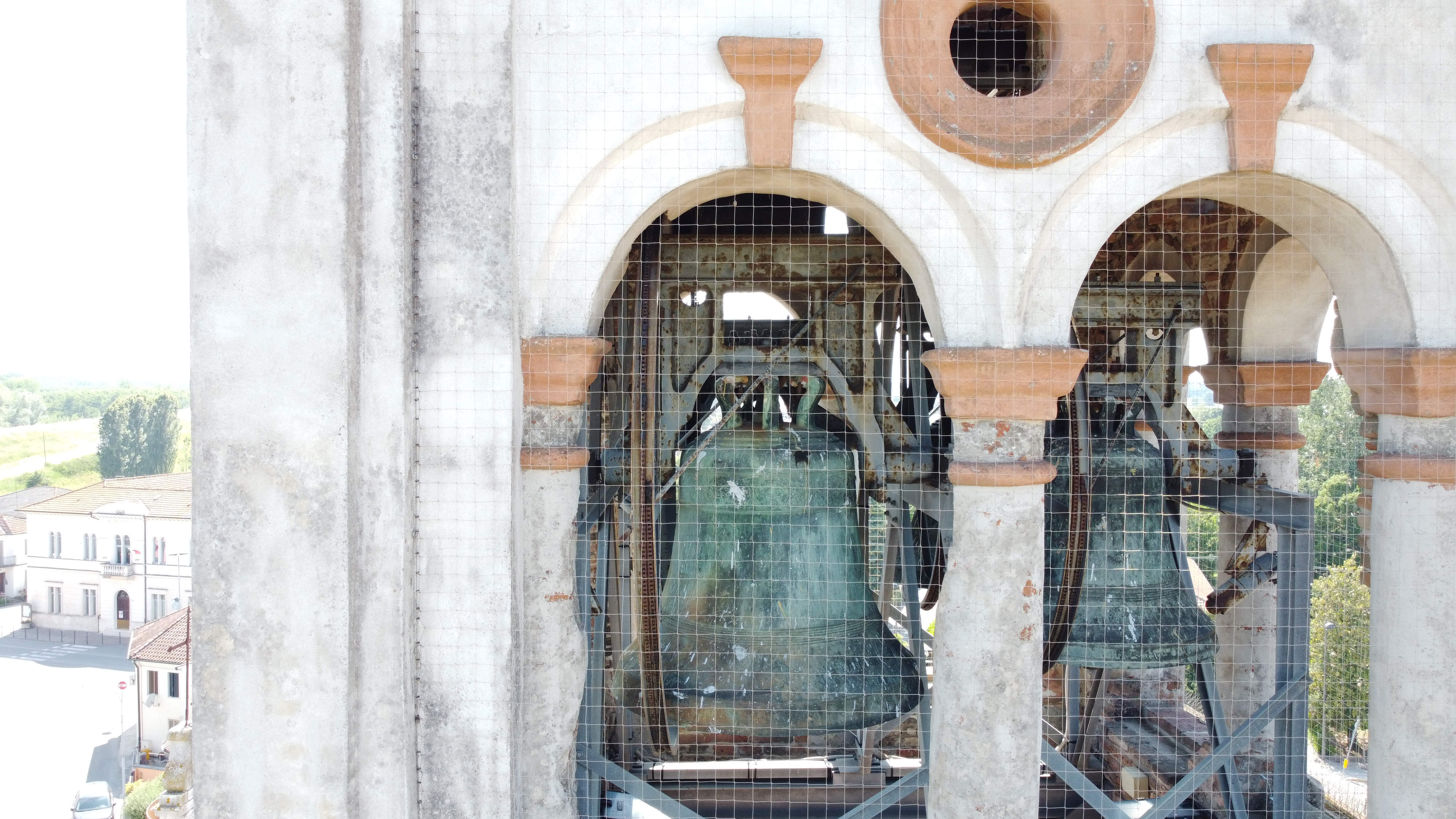
Vista delle campane (prima e terza), lato cimitero
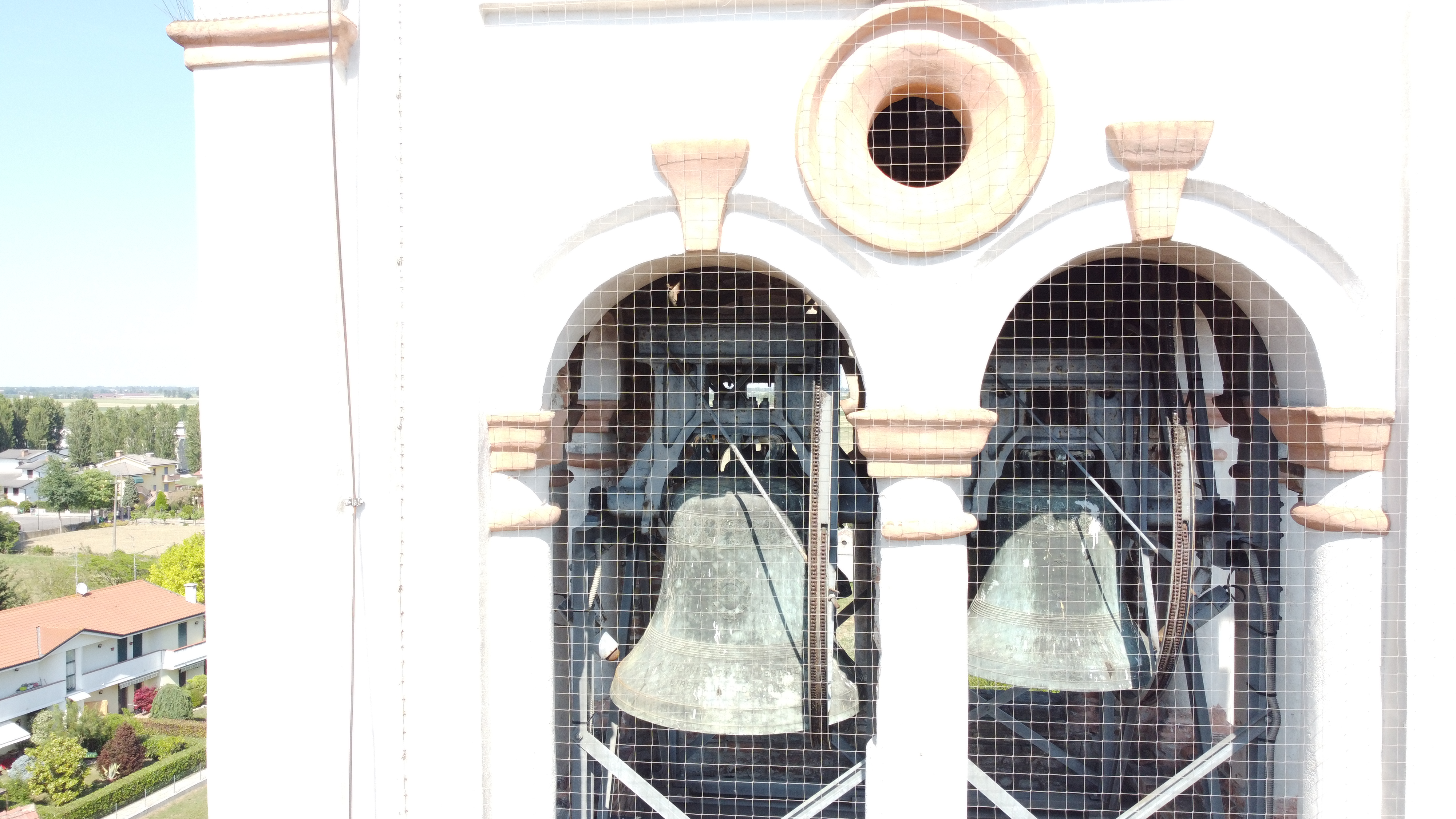
Vista delle campane (seconda e quarta), lato chiesa

### Annotazioni
1. ↑  Santa Felicita V. fu, nel IX secolo, la badessa del monastero di Santa Giustina in Padova.

### Fonti
1. ↑  Pia e Gino Braggion 1986, p. 120.
2. ↑   Chiesa di San Domenico <Guarda Veneta>, su Le chiese delle diocesi italiane, Conferenza Episcopale Italiana.
3. ↑   Chiesa e campane di Guarda Veneta (RO). URL consultato il 31 gennaio 2023.